# Ар Флориссан
«Процветающие искусства» или «Цветущие искусства» (фр. Les Arts Florissants) — барочный оркестр, созданный Уильямом Кристи в 1979 году. Базируется в городском театре французского города Кан (Нормандия). Назван по одноимённой опере Марка-Антуана Шарпантье, которая в 1982 году стала первой постановкой коллектива.
Среди важнейших работ оркестра (многие из них были подготовлены им по нескольку раз заново):
- Оперы и оперы-балеты:
  - Клаудио Монтеверди — «Коронация Поппеи»,
  - Жан Батист Люлли — «Атис»,
  - Генри Пёрселл — «Дидона и Эней»,
  - Жан Филипп Рамо — «Бореады», «Галантная Индия»,
  - Иоганн Себастьян Бах — «Страсти по Иоанну»,
  - Георг Фридрих Гендель — «Альцина»,
  - Вольфганг Амадей Моцарт — «Волшебная флейта», «Похищение из сераля».

Об особой влиятельности «Процветающих искусств» говорит то, что многие из бывших участников оркестра — в частности, Марк Минковски, Эмманюэль Аим, Жоэль Сююбьет, Эрве Нике, Кристоф Руссе — в дальнейшем стали создателями собственных камерных ансамблей со сходной специализацией. В настоящее время дирижёрами-ассистентами Уильяма Кристи в работе с оркестром являются Пол Эгнью и Джонатан Коэн.
Оркестр участвовал во многих международных музыкальных фестивалях, в том числе в Баховском в Лейпциге (2016).
По мнению композитора Владимира Раннева, высказанному по итогам первых российских гастролей коллектива в 2010 году,

фирменный звук Les Arts Florissants, <…> сочный, но тщательно дифференцированный, не греша против правил исторического исполнительства, заряжен у мсье Кристи таким современным драйвом, что название его ансамбля — «Процветающие искусства», старинное и почти позабытое — цветёт у него словно рождённое сегодня и для сегодня.